# Antonio Di Gennaro
Antonio Di Gennaro (Florença, 5 de outubro de 1958) é um ex-futebolista profissional italiano que atuava como meia.

## Carreira
Antonio Di Gennaro representou a Seleção Italiana de Futebol, na Copa do Mundo de 1986.